# Stadio Diego Armando Maradona
Stadio Diego Armando Maradona (dříve Stadio San Paolo) je největší fotbalový stadion v Neapoli a po Milánském San Siru, Římském Stadio Olimpico a Stadio San Nicola v Bari čtvrtý největší v celé Itálii. Je domovem týmu SSC Neapol a příležitostně zde hraje i Italská reprezentace. Současná kapacita stadionu je 55 000; rekordní návštěvnost však byla 90 736, a to 15. prosince 1974 v zápase proti Juventusu. Má atletický ovál, tím pádem se zde občas konají atletické soutěže. Hrálo se zde Mistrovství světa v roce 1990. Dne 4. prosince 2020 byl stadion z původního názvu Stadio San Paolo přejmenován na Stadio Diego Armando Maradona na počest zesnulého fotbalisty Diega Maradony, který za Neapol hrál.